# Marie-Joseph Chénier
Marie-Joseph Blaise de Chénier (Estambul, 28 de agosto de 1764-París, 10 de enero de 1811). Político, poeta y escritor francés.
Hijo de Louis Chénier, diplomático e historiador, y hermano del poeta André Chénier, Marie-Joseph nació en Constantinopla pero pasó su infancia en Carcasona. Estudió en el Colegio de Navarra de París y, en 1781, con 17 años se graduó como cadete de los dragones de Montmorency. Permaneció dos años en la guarnición de Niort.
Estrena en la Comédie Française, en 1785, un drama en dos actos: Edgar, ou le Page supposé, que fue un rotundo fracaso. En 1786, la tragedia de Azémire, no tuvo mayor fortuna.
Su tragedia Charles IX, ou la Saint-Barthélemy (Carlos IX en San Bartolomé), rebautizada unos años más tarde como Charles IX, ou l’école des rois (Carlos IX en la escuela de los reyes) se puso en escena en la época de las guerras de religión. La censura retiró la obra reteniéndola durante dos años hasta que, Chénier, pública varios panfletos: Dénonciation des inquisiteurs de la pensée, (1789) (Denuncia contra los inquisidores del pensamiento); De la Liberté du Théâtre en France (1789) (De la libertad del teatro en Francia) y consigue, finalmente, la autorización para representar la obra. El estreno tuvo lugar después de la toma de la Bastilla, el 4 de noviembre de 1789, con un éxito comparable a Mariage de Figaro (Las bodas de Fígaro). El personaje, de acuerdo con el espíritu de la época, gustó al público, pese a su falta de intriga, de caracteres y de estilo, pero el talento de Talma salvó la situación y conquistó a los espectadores.
Las representaciones de Carlos IX provocaron una escisión de la compañía de la Comédie-Française. El grupo llamado "los patriotas", encabezado por Talma, se instala en la calle Richelieu en París. Allí estrena, Chénier, en 1791, Henri VIII et Jean Calas, después estrenaría, en 1792, Caïus Gracchus del que se recuerda el famoso hemistiquio Des lois, et non du sang! (¡Leyes y no sangre!) que le costó un arresto, ordenado por Montagnard Albitte, quien interpretó este grito como una crítica al régimen revolucionario.
Fénelon (1793) aborda de nuevo el fanatismo y la libertad: el arzobispo de Cambrai libera a una religiosa encerrada, por orden de la abadesa, durante quince años en un calabozo. La obra fue muy criticada porque, en la misma, no había ni reyes ni princesas, según las reglas de la tragedia clásica establecidas por Aristote.
Timoléon (1794), con música para dos coros escrita por Étienne Nicolás Méhul, parecía atacar a Robespierre en el personaje del ambicioso Timófano que sus amigos querían coronar, mofándose, en medio de la asamblea del pueblo. La obra fue prohibida y los manuscritos requisados. Volvió a ponerse en escena tras la muerte de Robespierre, pero el personaje del fratricida Timoléon dio pie para creer que era una confesión disimulada: la denuncia de que Marie-Joseph Chénier había hecho ejecutar a su hermano; acusación falsa, de la que él se defendió con su Épitre sur la calomnie 1796, (Epístola sobre la calumnia), una de sus mejores obras en verso.
En realidad, tras varias tentativas infructuosas, Chénier nada pudo hacer por salvar a su hermano ya que, dadas sus malas relaciones con las autoridades, especialmente con Robespierre, en lugar de beneficiarle le perjudicaron. 
Miembro del club de los Cordeliers y de la Comuna de París, Marie-Joseph Chénier fue diputado de la Convención nacional por el departamento de Seine-et-Oise. Se afilió al partido de Danton y firmó la sentencia de Luis XVI. 
En 1792, consigue la instauración de las escuelas primarias; y el 3 de enero de 1795 logra una subvención de 300.000 francos que servirán de ayuda para escritores y artistas. Durante el Directorio fue miembro del Consejo de los Quinientos. Tomó parte en la organización del Instituto de Francia y ocupó la tercera plaza: literatura y bellas artes.
Participó, con el pintor Jacques-Louis David y el compositor François-Joseph Gossec, en la preparación de varias fiestas revolucionarias entre 1790 y 1794. Si el himno que compuso para la fiesta del Ser supremo fue rechazada por Robespierre, su Chant du départ es, hoy día, más conocido que la Marsellesa.
Miembro del Tribunal durante el Consulado, fue perseguido en 1802 cuando se produjo la depuración de esta asamblea. No obstante, en 1803, fue nombrado inspector general de estudios en la universidad. En 1804, con ocasión de la coronación de Napoleón estrenó la tragedia: Cyrus que solo fue representada una vez. Si bien él justificaba el Imperio, se permitió la licencia de dar consejos al Emperador y abogar por la libertad, lo que le costó el rechazo del emperador. Mortificado, Chénier compone, entonces, para el partido republicano su elegía La Promenade (1805). En 1806 dimite de sus funciones de inspector general.
En 1806-1807, impartió un curso en el Ateneo sobre la historia de la literatura. Napoleón le concedió una pensión de 8000 francos y le encargó la continuación de la Historia de Francia.
No fue Marie-Joseph, sino André el que, realmente, inmortalizó el nombre de Chénier. A Marie-Joseph solo se le recuerda en relación con la muerte de su hermano, en la cual, parece probado, no tuvo ninguna responsabilidad. Durante la Revolución y el Imperio, continúa componiendo con las normas poéticas y dramáticas imperantes en el siglo XVIII.
Su talento -que lo tiene- le lleva, sin embargo, a la declamación, el énfasis y a la ampulosidad. Madame de Staël dijo de él: «Es un hombre con espíritu e imaginación, pero está tan dominado por su amor propio que se vanagloria de sí mismo en lugar de procurar perfeccionarse».
En el teatro, destaca, casi siempre, por la elección sistemática de personajes fanáticos luchando por la libertad. Camille Desmoulins, que presumía de haber engalanado a Melpómene con la escarapela tricolor, afirma que Carlos IX fue el precursor de la Revolución de octubre de 1789.
Como poeta, Marie-Joseph Chénier compuso algunas sátiras realmente mordaces, epigramas logrados, elegías como La Promenade, epístolas varias, una de las cuales fue muy apreciada en su tiempo: Epístola a Voltaire (1806) que contiene tres versos, muy citados, sobre la inmortalidad de Homero, inferiores, no obstante, a los de Écouchard-Lebrun. El Discours sur la calomnie (1796), compuesto contra aquellos que le acusaron de haber instigado la ejecución de su hermano, vibra de fuerte indignación. Chénier tenía un verdadero talento satírico. En Les Nouveaux Saints (1800) se burla de Morellet:
Enfant de soixante ans qui promet quelque chose (Joven de sesenta años que promete)
o en Petite épistola a Jacques Delille (1802), mofándose : Marchant de vers, jadis poéte. Abbé, valet, vieille coquette.(Mercader de versos, antaño poeta. Abad, lacayo, vieja coqueta).
Murió en París el 10 de enero de 1811.

## Obra

### Dramaturgia
- Edgar, ou le Page supposé, drama en 2 actos, París, Comédie-Française (1785)

- Azémire, tragedia representada en Fontainebleau el 4 de noviembre de 1786 y en la Comédie-Française el 6 de noviembre de 1786.

- Charles IX, ou la Saint-Barthélemy, tragedia en 5 actos, París, Comédie-Française, 4 de noviembre de 1789] rebautizada ulteriormente Charles IX, ou l'école des rois.[1]

- Brutus et Cassius ou les derniers Romains, tragedia (1790, no representada): tentativa de adaptar Julius Caesar de Shakespeare a los cánones de la dramaturgia clásica.

- Henri VIII, tragedia en 5 actos, París, teatro de la República, 27 de abril de 1791: tragedia preferida por el autor ; con los mismos defectos que el otro - trama interesante, mal dibujo de personajes - pero más patético, sobre todo en la personalidad de Ana Bolena.

- Jean Calas, ou l'école des juges, tragedia en 5 actos, París, teatro de la República, 6 de julio de 1791

- Caius Gracchus, tragedia en 3 actos, París, teatro de la República, 9 de febrero de 1792

- Le Camp de Grand-Pré, ou le triomphe de la République, entretenimiento lírico en 1 acto, París, Académie de musique, 27 de enero de 1793, música de François-Joseph Gossec, coreografía de Pierre-Gabriel Gardel : divertimento, compuesto en el otoño de 1792, destinado a celebrar la batalla de Valmy. Fue representado en la Opera con éxito limitado.

- Fénelon, ou les Religieuses de Cambrai, tragedia en 5 actos, París, teatro de la República, 9 de febrero de 1793 : la pieza tuvo éxito gracias a la interpretación de Fénelon como Monvel.

- Timoléon, tragedia en 3 actos con dos coros, música de Étienne Nicolás Méhul (1794)

- Cyrus, tragedia (1804)

- Tibère (1819), tragedia en cinco actos, representado por primera vez en 1844: sin duda, la obra de arte dramática clave de Marie-Joseph Chénier.

- Philippe II, tragedia en 5 actos.

- Œdipe roi, tragedia en 5 actos con coros, imitación de Sófocles.

- Œdipe à Colone

- Nathan le Sage, drama en 3 actos, imitación de Nathan le Sage de Lessing.

- Les Portraits de famille, comedia.

- Ninon, comedia.

### Poesía y varios
- Épître à mon père (1787)

- La Mort du duc de Brunswick, oda (1787)

- Poème sur l'assemblée des notables (1787)

- Dialogue du public et de l'anonyme (1788)

- Le Ministre et l'Homme de lettres, diálogo (1788)

- Courtes réflexions sur l'état civil des comédiens (1789)

- Dénonciation des inquisiteurs de la pensée (1789)

- Idées pour un cahier du tiers-état de la ville de Paris (1789)

- De la Liberté du Théâtre en France (1789)

- Dithyrambe sur l'Assemblée nationale (1789)

- Épître au Roi (1789)

- Lettre à M. le comte de Mirabeau sur les dispositions naturelles, nécessaires et indubitables des officiers et des soldats français et étrangers (1789)

- Hymne pour la fête de la Fédération, 14 de julio de 1790

- Ode sur la mort de Mirabeau (1791)

- Opinion sur le procès du Roi (1792)

- Strophes qui seront chantées au Champ de la Fédération le 14 juillet 1792, música de François-Joseph Gossec

- Hymne sur la translation du corps de Voltaire, música de François-Joseph Gossec (1793)

- Hymne à l'Être suprême (1793)

- Chant des Sections de Paris (1793)
- Hymne à la liberté, pour l'inauguration de son temple dans la commune de Paris, 20 brumario año II, música de Gossec.

- L'Hymne du 10 août, música de Charles Simon Catel

- Le Triomphe de la République

- Le Chant du Départ, música de Étienne Nicolas Méhul (1794)

- Ode à la Calomnie, en réponse à la « Queue de Robespierre » (1794)

- Hymne à la Raison (1794)

- Chant des Victoires (1794)

- Ode sur la situation de la République française durant l'oligarchie de Robespierre (1794)

- Hymne du 9 thermidor (1795)

- Le Docteur Pancrace, sátira (1796)

- Épître sur la calomnie (1796)

- Le Vieillard d'Ancenis, poème sur la mort du général Hoche (1797)

- Hymne pour la pompe funèbre du général Hoche (1797)

- Le Chant du Retour (1797)

- Pie VI et Louis XVIII (1798)

- Discours sur les progrès des connaissances en Europe et de l'enseignement public en France (1800)

- Les Nouveaux Saints (1800)

- Les Miracles, conte dévot (1802)

- Petite épître à Jacques Delille (1802)

- Les Deux Missionnaires (1803)

- Discours en vers sur les poèmes descriptifs (1805)

- La Promenade (1805)

- Epître à Voltaire (1806)

- La Retraite (1806)

- Hommage à une belle action (1809)

- Tableau historique de l'état et des progrès de la littérature française depuis 1789 (1818)

- Épître à Eugénie

- Épître d'un journaliste à l'Empereur

- A la liberté